# باولو فوتري
باولو فوتري (بالبرتغالية: Paulo Futre‏) (ولد في 28 فبراير 1966م) لاعب كرة قدم برتغالي معتزل يلعب في مركز الوسط. بعد لعبه لصالح نادي سبورتينغ لشبونة انتقل إلى نادي بورتو وفاز معه بكأس نهائي أوروبا 1987 وبعد ذلك أتسعت حياته المهنية.

## مسيرته الكروية
لعب باولو فوتري خلال مسيرته الاحترافية مع 9 أندية في تسعة عشر موسمًا وسجل خلالها 77 هدفًا ضمن 329 مباراة. حيث فاز في أربعة مواسم بالكأس وفي ثلاثة مواسم بالدوري.
خاض باولو فوتري مسيرته مع نادي سبورتينغ لشبونة في موسم 1982–83 ولمدة موسمين، مشاركًا في 21 مباراة سجل خلالها 3 أهداف. ثم انتقل إلى نادي بورتو في موسم 1984–85 واستمر معه طيلة ثلاثة مواسم، حيث شارك في 81 مباراة سجل خلالها 23 هدفًا. لينتقل بعدها إلى نادي أتلتيكو مدريد في موسم 1987–88 في المرة الأولى ليلعب معه ستة مواسم ثم في موسم 1997–98 لمدة موسم واحد، مشاركًا طوالها في 172 مباراة سجل خلالها 38 هدفًا. ثم انتقل إلى نادي بنفيكا في موسم 1992–93 لمدة موسم واحد، مشاركًا في 11 مباراة سجل خلالها 3 أهداف. هذا وانتقل لاحقًا إلى نادي ريجيانا 1919 في موسم 1993–94 ولمدة موسمين، مشاركًا في 13 مباراة سجل خلالها 5 أهداف. ثم انتقل بعدها إلى نادي إيه سي ميلان في موسم 1995–96 لمدة موسم واحد، مشاركًا في مباراة ولم يسجل أي هدف. ليعود وينتقل من جديد، لكن هذه المرة إلى نادي وست هام يونايتد في موسم 1996–97 لمدة موسم واحد، مشاركًا في 9 مباريات ولم يسجل أي هدف أيضًا. لينتقل بعدها إلى نادي يوكوهاما فلوغلس ما بين عامي 1998 و1999 لمدة موسم واحد، مشاركًا في 13 مباراة سجل خلالها 3 أهداف.

## روابط خارجية
- باولو فوتري على موقع الاتحاد الدولي (مؤرشف)  (الإنجليزية)
- باولو فوتري على موقع الاتحاد الأوربي (الإنجليزية)
- باولو فوتري على موقع رابطة كرة القدم اليابانية للمحترفين (اليابانية)
- باولو فوتري على موقع قاعدة بيانات كرة القدم.إي يو (الإنجليزية)
- باولو فوتري على موقع ناشيونال فوتبول تيمز (الإنجليزية)
- باولو فوتري على موقع Soccerbase.com (لاعب) (الإنجليزية)
- باولو فوتري على موقع Soccerway.com (الإنجليزية)
- باولو فوتري على موقع عالم كرة القدم.نت (الإنجليزية)